# József Ónody
József Ónody (Ercsi, 13 settembre 1882 – Budapest, 17 aprile 1957) è stato un nuotatore ungherese.

## Carriera
Partecipò alle gare di nuoto dei Giochi olimpici intermedi di Atene del 1906 e vinse una medaglia d'oro nella staffetta 4x250m stile libero con la squadra ungherese, composta anche da Henrik Hajós, Zoltán Halmay e Géza Kiss. Inoltre finì sesto nella gara dei 100m stile libero.
Due anni dopo, ai Giochi della IV Olimpiade di Londra, venne eliminato al primo turno nei 400m stile libero e nei 100m stile libero, nuotando in questa gara in 1'13"2.